# Taranta
Die Taranta ist ein Palo, eine Stilart des Flamenco, die vermutlich im 19. Jahrhundert in Almería in Andalusien entstand. Sie ist die Hauptform der sogenannten Cantes minero-levantinos, der auch Cantes de Levante genannten Gesänge, die in den Bergbauregionen des südöstlichen Spanien entstanden.

## Etymologie und Geschichte
Zur Etymologie der Bezeichnung gibt es unterschiedliche Thesen – so die Annahme, es habe ursprünglich eine volkstümliche Melodie gleichen Namens gegeben. Andere führen die Namensgebung darauf zurück, dass die Einwohner der Provinz Almería in der Umgebung von Jaén Tarantos genannt wurden, Einige Autoren vermuten hingegen etymologische Bezüge zur italienischen Tarantella, die Ende des 18. Jahrhunderts ihren Weg nach Spanien fand, oder zum Tarantismus, einem historischen Phänomen des Spätmittelalters, dass als „Tanzwut“ bekannt wurde.
Als Vorgängerformen der Taranta, gelten die regionalen Fandangos des östlichen Andalusiens, wie die Malagueña, die Rondeña, die Granaína oder die Murciana, einer Fandangovariante der Region Murcia.
Die Taranta hatte ihren Höhepunkt im ersten Drittel des 20. Jahrhunderts. Bedeutende Sänger aus Almería, die zu ihrer Entwicklung beitrugen und häufig in den Minengebieten auftraten, waren El Cabogatero (der Minenarbeiter Juan Martín, 1810–1880), El Ciego de la Playa und Pedro el Morato, sowie die aus La Unión stammende Concha la Peñaranda. Auch Sänger aus den Provinzen Málaga, wie Juan Breva, und Jaén hatten wesentlichen Anteil an ihrer Verbreitung. Der Autor José Blas Vega vertrat die Auffassung, dass die künstlerische Zusammenarbeit des Sängers Antonio Chacón mit dem Gitarristen Ramón Montoya die Tarantas zu ihrer Vollendung führte. Daraus schöpften die Interpreten der 1920er bis 1940er Jahre.

## Musikalische Charakteristik
Die Taranta ist ein virtuoses Gesangsstück, das eine große stimmliche Variabilität erfordert. Ihre instrumentalen Zwischenspiele folgen einem meist sehr frei gestalten, oftmals nur angedeuteten 3/4-Takt, während sich der metrisch ungebundene Rhythmus der Gesangsstrophen aus der Kommunikation zwischen Sänger und Gitarristen entwickelt.

### Melodik und Harmonik
Es hat sich eingebürgert, die Taranta auf der Gitarre in der Tonart Fis-Phrygisch zu begleiten, in den instrumentalen Passagen auf Grundlage der andalusischen Kadenz über die Akkorde H-moll, A-Dur, G-Dur und Fis-Dur, während der Gesangsteil einer modifizierten Form der andalusischen Fandangos mit Zeilenschlüssen auf den Dur-Akkorden D/G/D/A7/D/Fis folgt. Dabei zeigt sich im Gesang eine Besonderheit in der Intonation der fünften Tonleiterstufe (in Fis-Phrygisch: Cis), die in zahlreichen volkstümlichen Fandangos des östlichen Andalusiens verbreitet ist, aber in der Taranta besonders deutlich hervortritt, nämlich die Veränderung dieser Tonstufe um einen Halbton nach unten (vom Cis zum C), meist explizit begleitet von einem D-Dur mit kleiner Septime (D7). Dadurch entsteht ein Effekt, der in seiner ästhetischen Wirkung durchaus mit dem Intonationsphänomen der Blue Notes im afroamerikanisch geprägten Blues vergleichbar ist.

## Verse
Die Verse bestehen meist aus Fünfzeilern, die im Gesang durch Wiederholung dem musikalischen Schema des Fandango mit traditionell sechs Tercios (Gesangsabschnitten) angepasst werden. Sie thematisieren die Gefahren des Berufslebens der Bergleute oder Anekdoten ihres beschwerlichen Alltagslebens und dienen damit auch dem Ausdruck eines meist indirekten, mitunter aber auch offen bekundeten sozialen Protests.

## Regionale und stilistische Varianten
Im Verlauf ihrer Entwicklung haben sich zahlreiche Varianten der Taranta herausgebildet, deren Bezeichnungen jedoch oftmals mehr über die Fantasie ihrer Schöpfer aussagen, denn über wirklich relevante Unterschiede in der musikalischen Struktur, wie sie im Fall der überwiegend in der metrischen Organisation bedingten Opposition von Taranta und Taranto tatsächlich feststellbar sind:
In der Terminologie des Flamenco verweist Taranta auf die nur von Gesang und Gitarre begleitete Form, während Taranto sowohl für eine metrische Variante der Gesangsform im compás der Tangos, als auch für die in den 1950er Jahren entstandene Form des gleichnamigen Bühnentanzes verwendet wird.
Hingegen verweisen eine Bezeichnungen wie Taranta cartagenera (auch Cartagenera) auf eine regionale Variante, während Namensgebungen wie Taranta levantica oder Taranta minera (auch Minera) im Prinzip tautologisch sind, da die Tarantas sowohl als Gesang eines als Levante bezeichneten Teils des östlichen Andalusiens, als auch als Gesang des Bergarbeitermilieus und seiner Minen (mineras) anzusehen sind.
Bezeichnung nach ästhetischen und gesangstechnischen Kriterien, wie Taranta artística oder Taranta grande sind unter Flamencokünstlern ohnehin kaum gebräuchlich, sondern entstammen meist dem Milieu der Autoren des älteren Flamencoschrifttums und ihren überwiegend spekulativen Versuchen einer Kategorisierung der Flamencostile.